# إدريس سعدي
إدريس سعدي (8 فبراير 1992 بفالانس في فرنسا - )، هو لاعب كرة قدم فرنسي في مركز الهجوم. شارك مع منتخب فرنسا تحت 16 سنة لكرة القدم ومنتخب فرنسا تحت 17 سنة لكرة القدم ومنتخب فرنسا تحت 18 سنة لكرة القدم ومنتخب فرنسا تحت 19 سنة لكرة القدم. أما مع النوادي، فقد لعب مع ستاد ريمس وكارديف سيتي ونادي أجاكسيو ونادي جازيليك أجاكسيو ونادي سانت إتيان ونادي كليرمونت 63.

## روابط خارجية
- إدريس سعدي على موقع رابطة كرة القدم الفرنسية للمحترفين (الإنجليزية)
- إدريس سعدي على موقع قاعدة بيانات كرة القدم.إي يو (الإنجليزية)
- إدريس سعدي على موقع ليكيب (الفرنسية)
- إدريس سعدي على موقع Soccerway.com (الإنجليزية)
- إدريس سعدي على موقع عالم كرة القدم.نت (الإنجليزية)
- إدريس سعدي على موقع AS.com (الإسبانية)